# 진흙

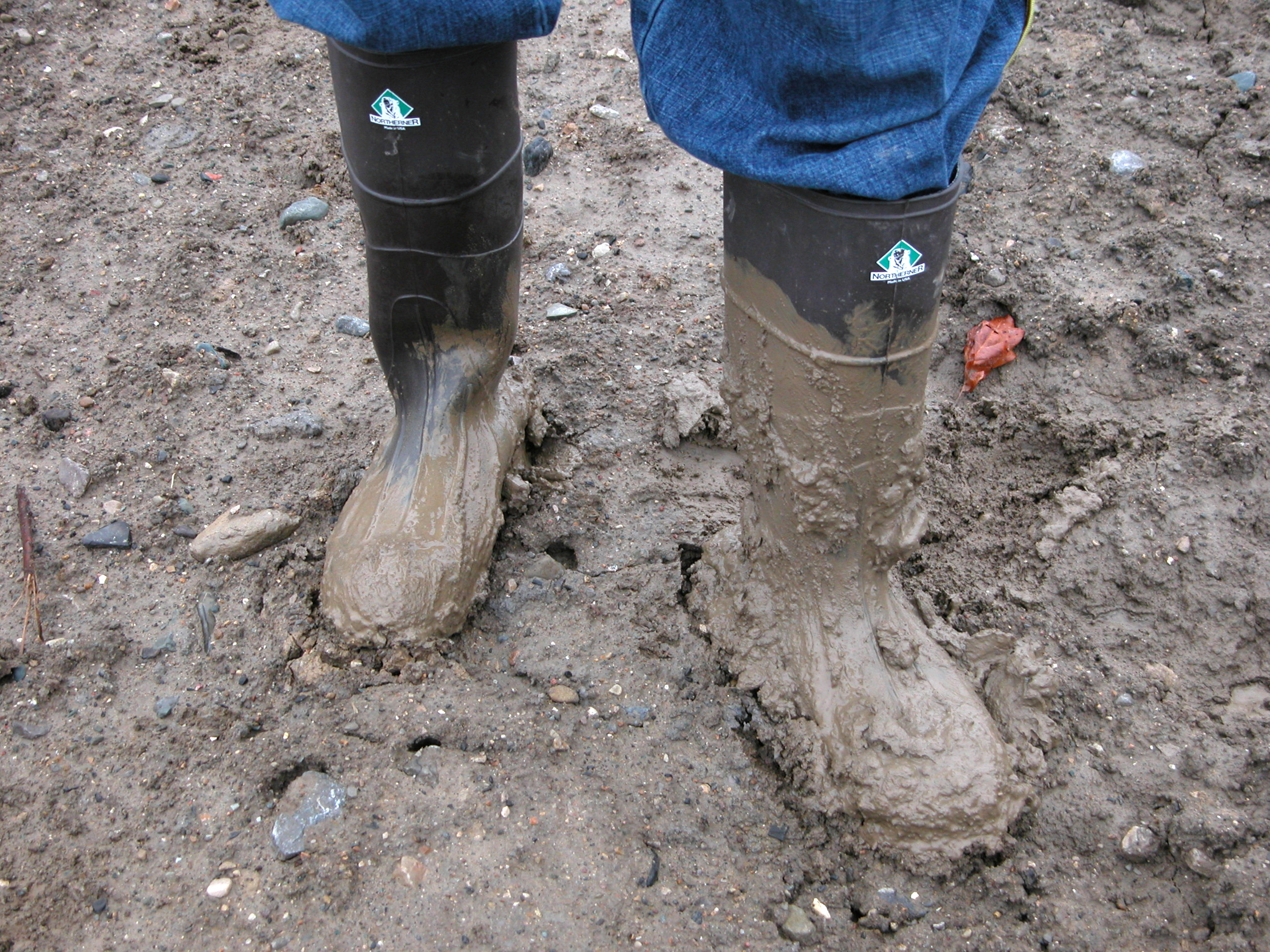
진흙투성이의 웰링턴 부츠

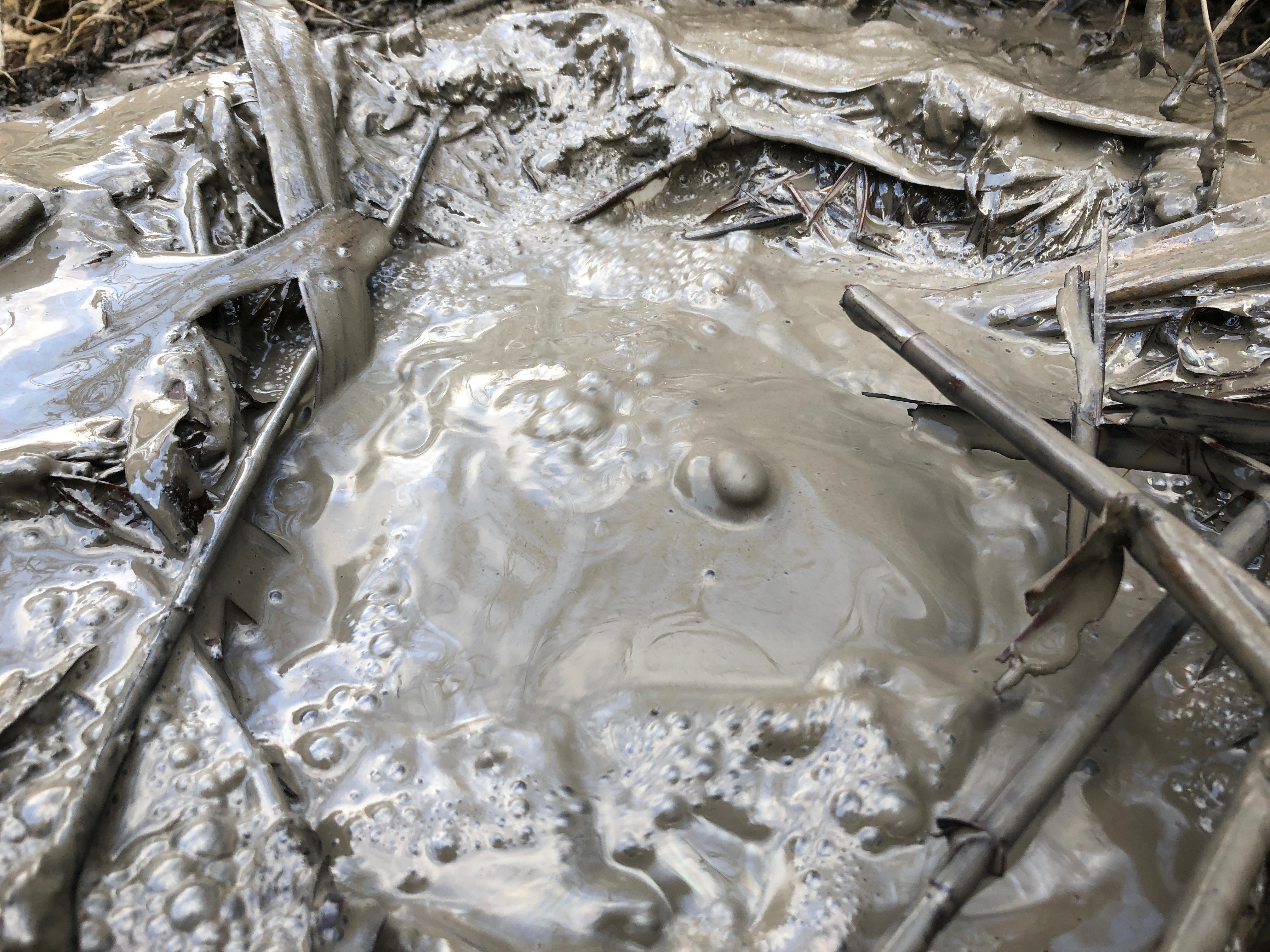
일본 도카마치의 가모 이화산

진흙(mud)은 양토, 미사 (토양학) 또는 점토가 물과 섞인 것이다. 진흙은 보통 비가 온 뒤나 수원지 근처에서 형성된다. 고대의 진흙 퇴적물은 지질학적 시간이 지나면서 굳어져 셰일이나 이암 (암석)과 같은 퇴적암을 형성했다(일반적으로 이암 (암석)이라고 불린다). 강어귀에서 지질학적 진흙 퇴적물이 형성될 때, 결과적인 지층을 만진흙이라고 한다. 진흙은 수세기 동안 주로 집을 짓는 건설 자원으로 사용되었으며 바인더로도 사용되었다. 현대 영어로는 mud라고 하며 고대 영어로는 펜이었으며, 현재는 영어 방언에서 일종의 습지를 지칭한다.

## 건축 및 건설

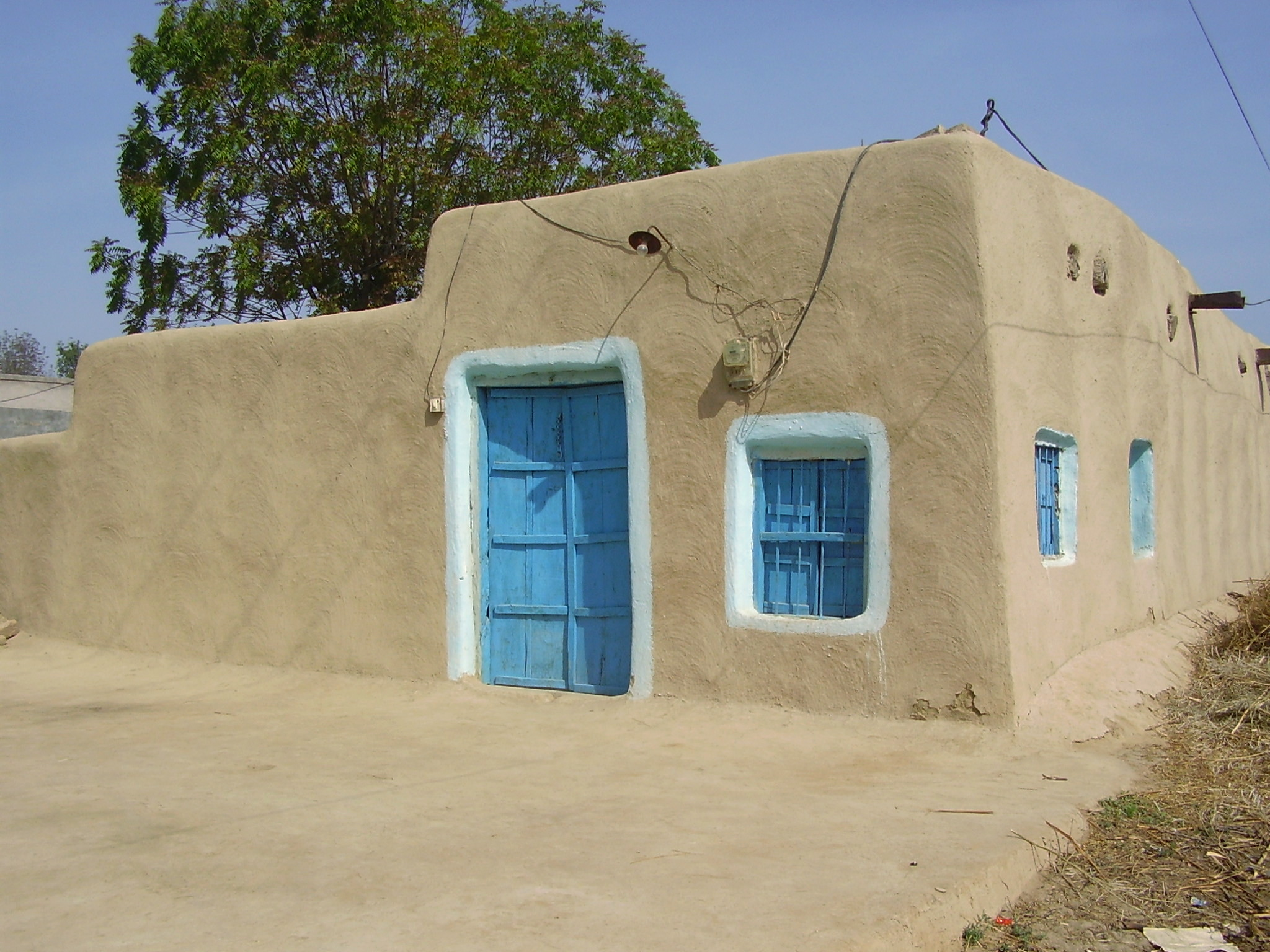
흙벽으로 마감된 파키스탄의 집

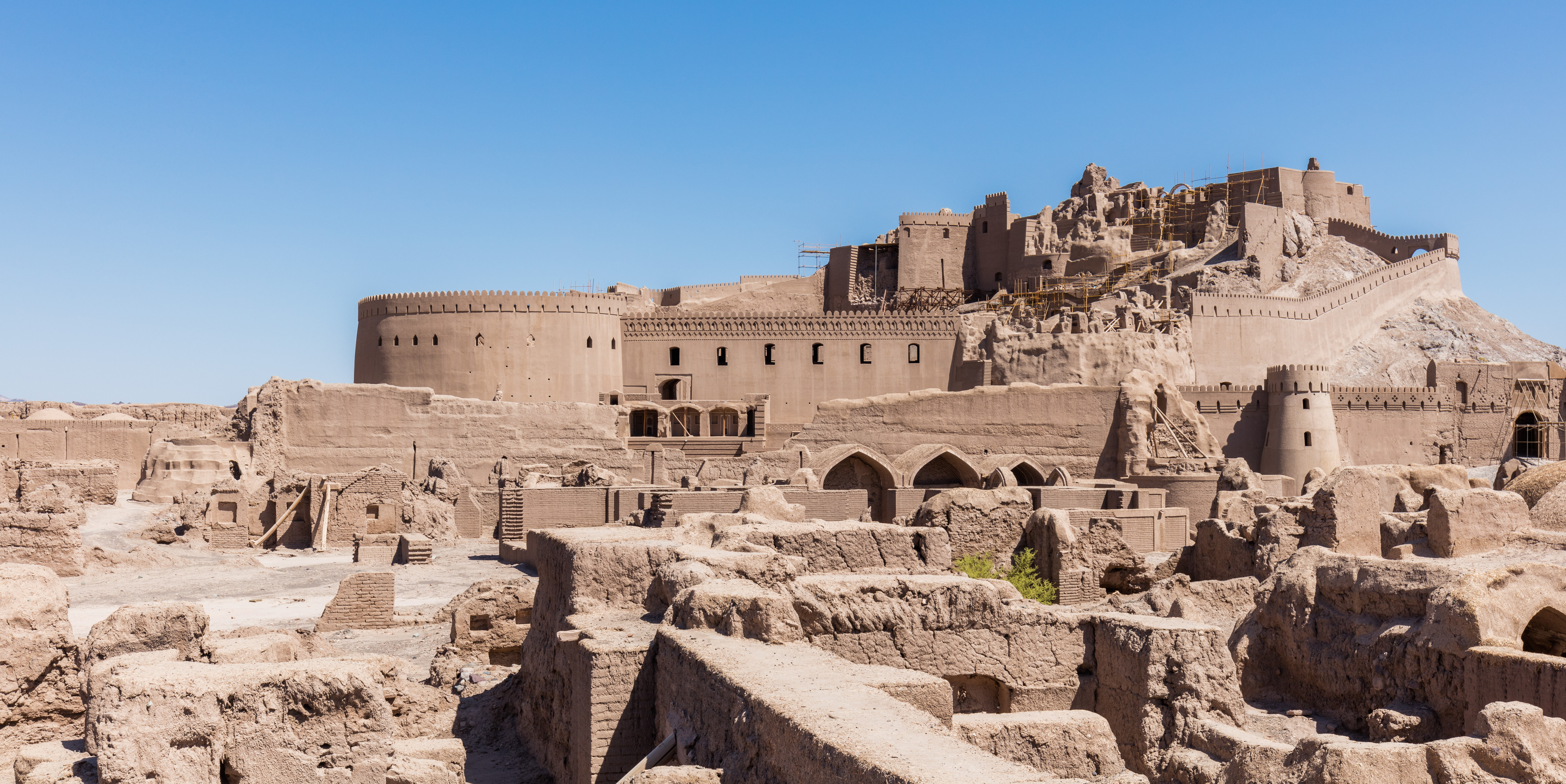
이란의 밤 성, 세계에서 가장 큰 어도비 건물

### 접착제
건설 산업에서 진흙은 재료를 덮고, 밀봉하거나, 접착하는 데 사용될 수 있는 반유체성 물질이다. "진흙"이라는 용어는 건설에 사용되는 다양한 반유체성 물질, 즉 슬러리, 모르타르, 플라스터, 스투코, 콘크리트 등을 지칭할 수 있다.

### 재료
진흙, 코브(재료), 어도비, 점토 등 여러 이름들은 역사적으로 심토와 물의 혼합물에 돌, 자갈, 짚, 석회, 그리고/또는 블랙탑을 첨가한 것을 의미하는 동의어로 사용되었다. 이 재료는 벽, 마루, 심지어 지붕을 짓는 데 다양한 방식으로 사용되었다. 천년 이상 세계 대부분 지역에서 흙벽돌이나 초벽, 판축 또는 코브(재료) 기법을 사용하여 벽을 짓고 표면을 흙 플라스터로 덮는 것이 일반적이었다.

#### 흙벽돌

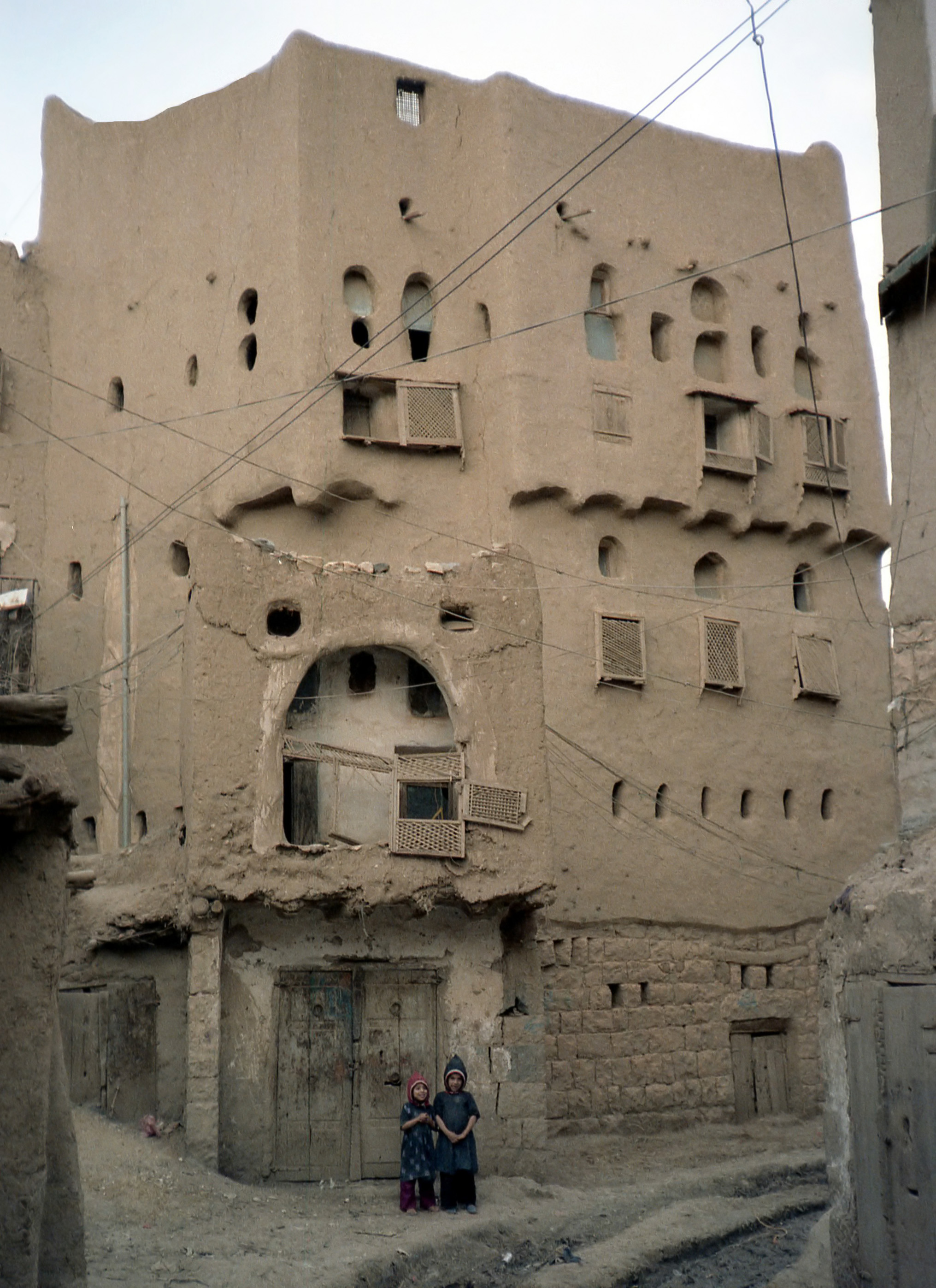
예멘 암란의 흙집

진흙은 물과 섞어 용범에 넣고 공기 중에 말려 어도비라고도 불리는 흙벽돌로 만들 수 있다. 짚은 때때로 벽돌 내부의 결합제로 사용되는데, 이는 벽돌을 복합 재료로 만들기 때문이다. 벽돌이 파손될 경우 짚이 벽돌 전체에 힘을 재분배하여 파손 가능성을 줄여준다. 이러한 건물은 일반적으로 석조, 구운 벽돌, 암석 또는 잡석 기초 위에 지어 지하수로부터 보호되어야 하며, 습한 기후에서는 일반적으로 깊은 지붕 돌출부를 통해 비바람으로부터 보호되어야 한다. 극도로 건조한 기후에서는 잘 배수된 평평한 지붕을 잘 준비되고(퍼들링 공법) 적절히 관리된 마른 진흙 코팅으로 보호할 수 있는데, 이는 진흙이 습기를 머금으면 팽창하여 방수성이 높아지기 때문에 유용하다. 어도비 흙벽돌은 푸에블로 인디언들이 집과 다른 필요한 구조물을 짓는 데 흔히 사용했다. 일부 국가에서는 전체 도시가 흙벽돌 집으로 이루어져 있다.
실내 기후를 조절하기 위해 소똥과 바이오매스가 첨가된다.

#### 구운 벽돌
주로 점토이거나 점토와 모래의 혼합물인 진흙은 세라믹에 사용될 수 있으며, 그 중 한 형태가 일반적인 구운 벽돌이다. 구운 벽돌은 더 내구성이 있지만 생산하는 데 훨씬 더 많은 에너지를 소비한다.

#### 안정화된 진흙
안정화된 진흙은 시멘트나 블랙탑과 같은 결합제를 첨가한 진흙이다. 예를 들어 머드크리트, 랜드크리트, 토양 시멘트 등이 있다.

## 도예
도예는 점토 몸체를 필요한 모양의 물체로 형성한 다음 가마 (열)에서 고온으로 열을 가하여 점토의 모든 물을 제거함으로써 만들어지며, 이는 강도 증가, 경화 및 형태 고정을 포함한 영구적인 변화를 유도한다. 점토 몸체는 굽기 전이나 후에 장식할 수 있다. 일부 성형 공정에 앞서 점토를 준비해야 한다. 반죽은 몸체 전체에 고른 수분 함량을 보장하는 데 도움이 된다. 점토 몸체 내부에 갇힌 공기는 제거해야 한다. 이를 탈기라고 하며, 진공 퍼그라는 기계나 쐐기를 사용하여 수동으로 수행할 수 있다. 쐐기질은 또한 고른 수분 (물) 함량을 생성하는 데 도움이 될 수 있다. 점토 몸체를 반죽하고 탈기하거나 쐐기질한 후에는 다양한 기술로 성형한다. 성형 후에는 건조시킨 다음 굽는다.
세라믹에서 액체 진흙(슬립 (세라믹)이라고 불림)을 만드는 것은 재료 정제 과정의 한 단계인데, 이는 더 큰 입자가 액체에서 가라앉을 것이기 때문이다.

## 서식지
진흙은 육상과 해상의 다양한 종에게 서식지를 제공한다.

### 육상
진흙은 다양한 종류의 벌레, 개구리목, 달팽이, 조개, 가재를 포함한 수많은 동물의 보금자리가 될 수 있다. 하마, 돼지, 코뿔소, 물소, 코끼리와 같은 다른 동물들은 몸을 식히고 태양으로부터 자신을 보호하기 위해 진흙에서 목욕한다. 물에 잠긴 진흙은 다양한 곤충의 애벌레의 서식지가 될 수 있다.

### 해양 생물
진흙은 해양생태계에서 중요한 역할을 한다. 굴을 파는 동물과 물고기의 활동은 진흙투성이 해저에 극적인 교반 효과를 가져온다. 이것은 물과 퇴적물 사이에서 산소, 영양소, 광물의 교환과 순환을 가능하게 한다.
표면 아래에서 일부 종의 굴 (동물행동학)은 복잡한 격자 모양의 네트워크를 형성하며 1미터 이상 아래로 침투할 수 있다. 이는 굴이 파인 진흙이 생산적인 서식지로서 많은 진흙 서식 동물과 진흙 안팎에서 먹이를 찾는 다른 동물들에게 음식과 피난처를 제공한다는 의미이다.

## 문제점
진흙은 수분 (물)이 있을 때 차량 교통량에 문제를 일으킬 수 있다. 왜냐하면 방향이나 속력을 변경하는 모든 탈것 기능은 타이어와 도로 표면 사이의 마찰력에 의존하기 때문에, 도로 표면이나 타이어에 진흙 층이 있으면 차량이 하이드로플래닝을 일으킬 수 있기 때문이다. 사람과 차는 유사 (모래)처럼 진흙에 갇힐 수도 있다.
강한 비 또는 눈녹이물이 흐르거나 높은 수준의 지하수가 흙 또는 퇴적물의 움직임을 유발하여 산사태, 산사태, 눈사태 또는 싱크홀을 유발할 수 있다. 화산 지형에서의 산사태(화산이류라고 불림)는 분화 후 비가 느슨한 재 퇴적물을 재이동시킬 때 발생한다. 미국 서부에서는 엘니뇨 시기에 장기간의 강우로 인해 산사태가 흔히 발생한다.

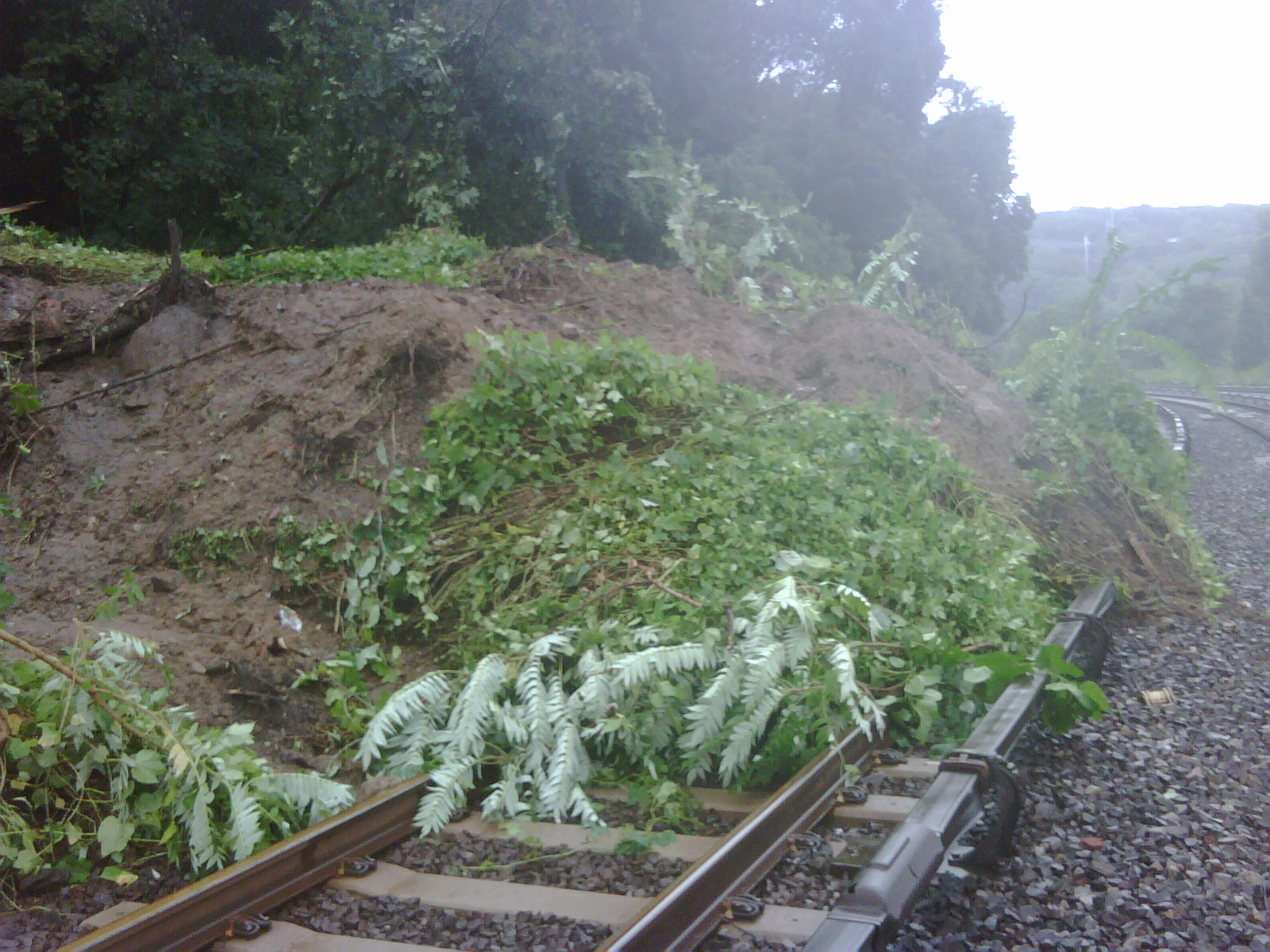
철도에서 발생한 산사태
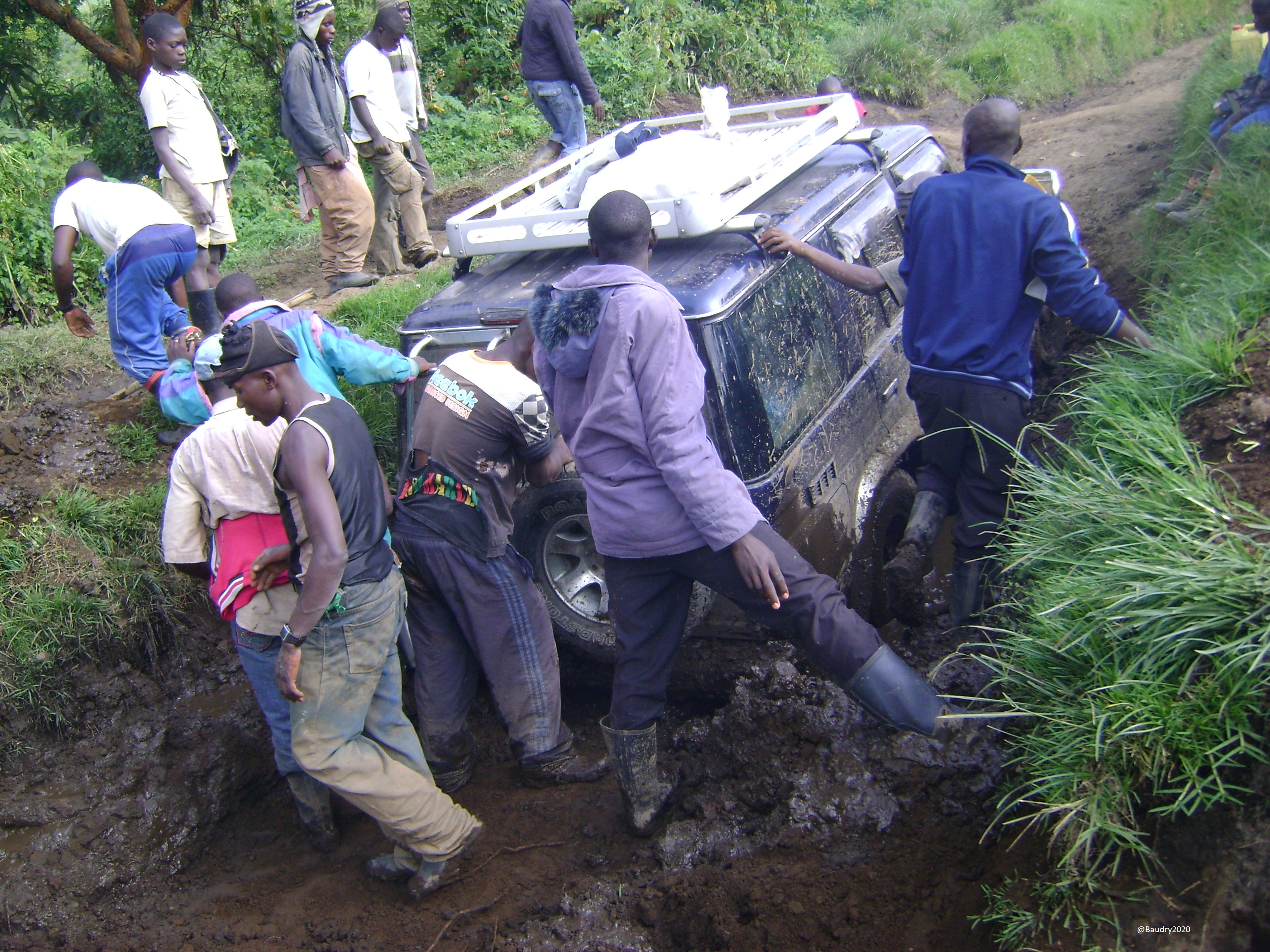
폭우 후 진흙에 빠진 콩고 민주 공화국의 차량
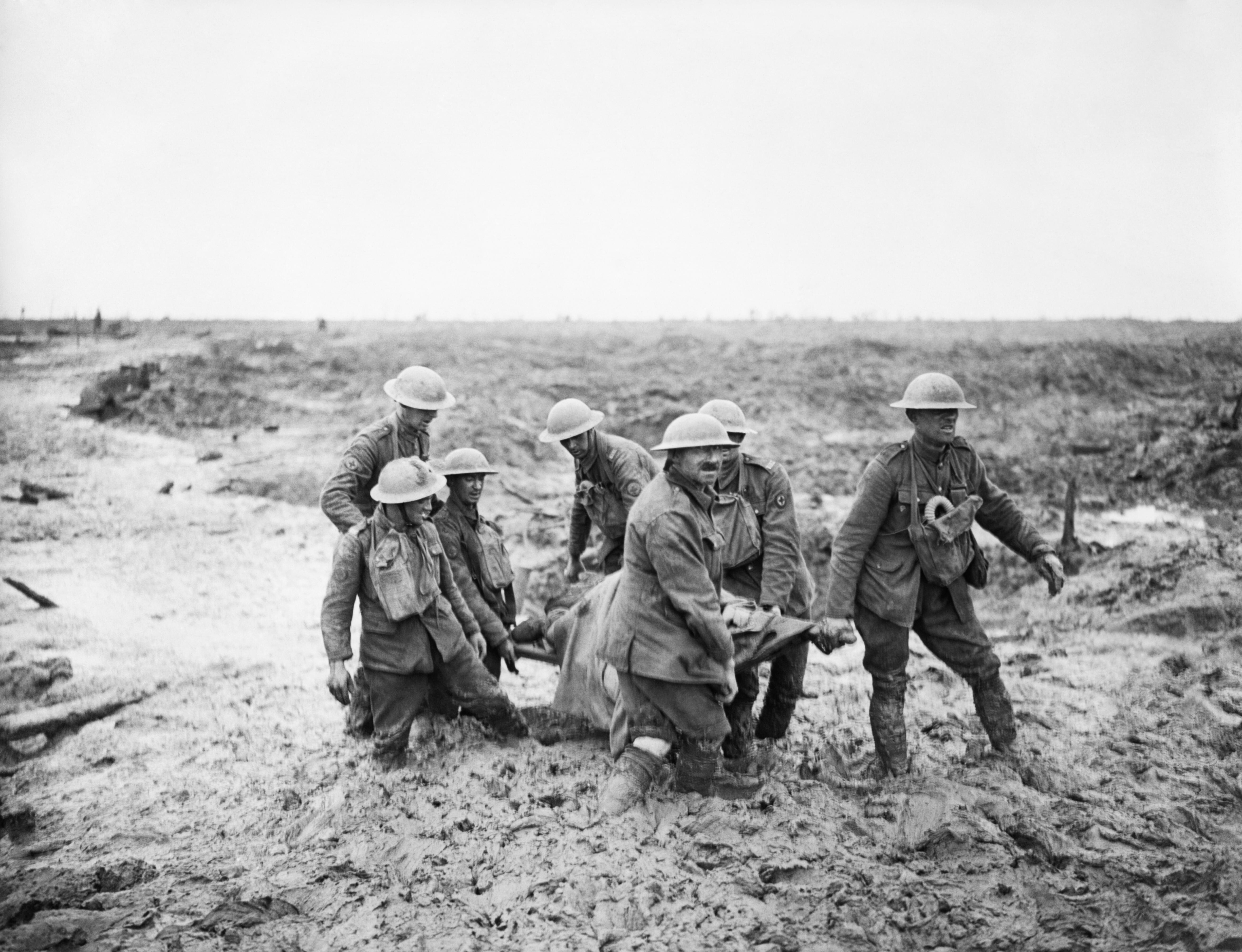
진흙은 1917년 악명 높은 파스샹달 전투에서 결정적인 요인이었다.

## 음식으로서
토식증은 흙이나 흙과 유사한 물질을 먹는 행위로, 토식증이라고도 알려져 있으며, 일부 비인간 영장류와 특정 문화권의 인간에 의해 행해진다. 다른 인간 문화권에서는 이를 섭식 장애로 간주하고 이식증으로 분류한다.

### "진흙"으로 이름 붙여진 음식
미시시피 머드 파이는 초콜릿 기반의 디저트 파이이다. 아이티의 가장 가난한 지역에서는 진흙쿠키(실제 흙과 기름, 물 등을 섞어 구운 것)도 먹는다. "진흙"을 위한 어린이 요리법도 존재하는데, 이는 실제 맛보다는 시각적 매력을 위해 사용되는 초콜릿 또는 옥수수 녹말 기반의 걸쭉한 물질이다. 하지만 실제 진흙이 포함되어 있지는 않다. "진흙"은 또한 커피를 일컫는 속어이기도 한데, 특히 진하고 강하며/강하거나 어두운 커피를 지칭한다.

## 오락

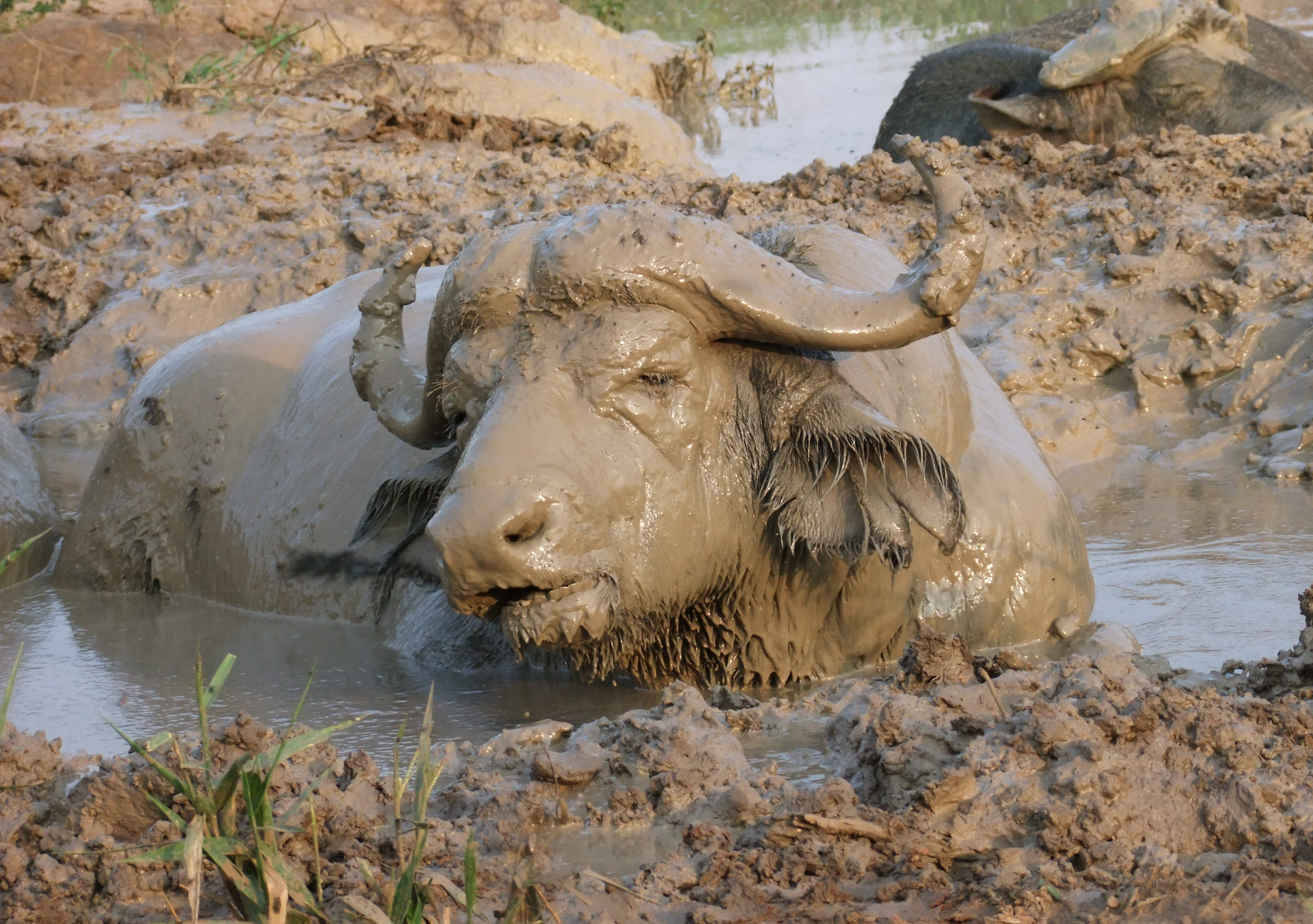
물소가 진흙탕에서 뒹굴고 있다

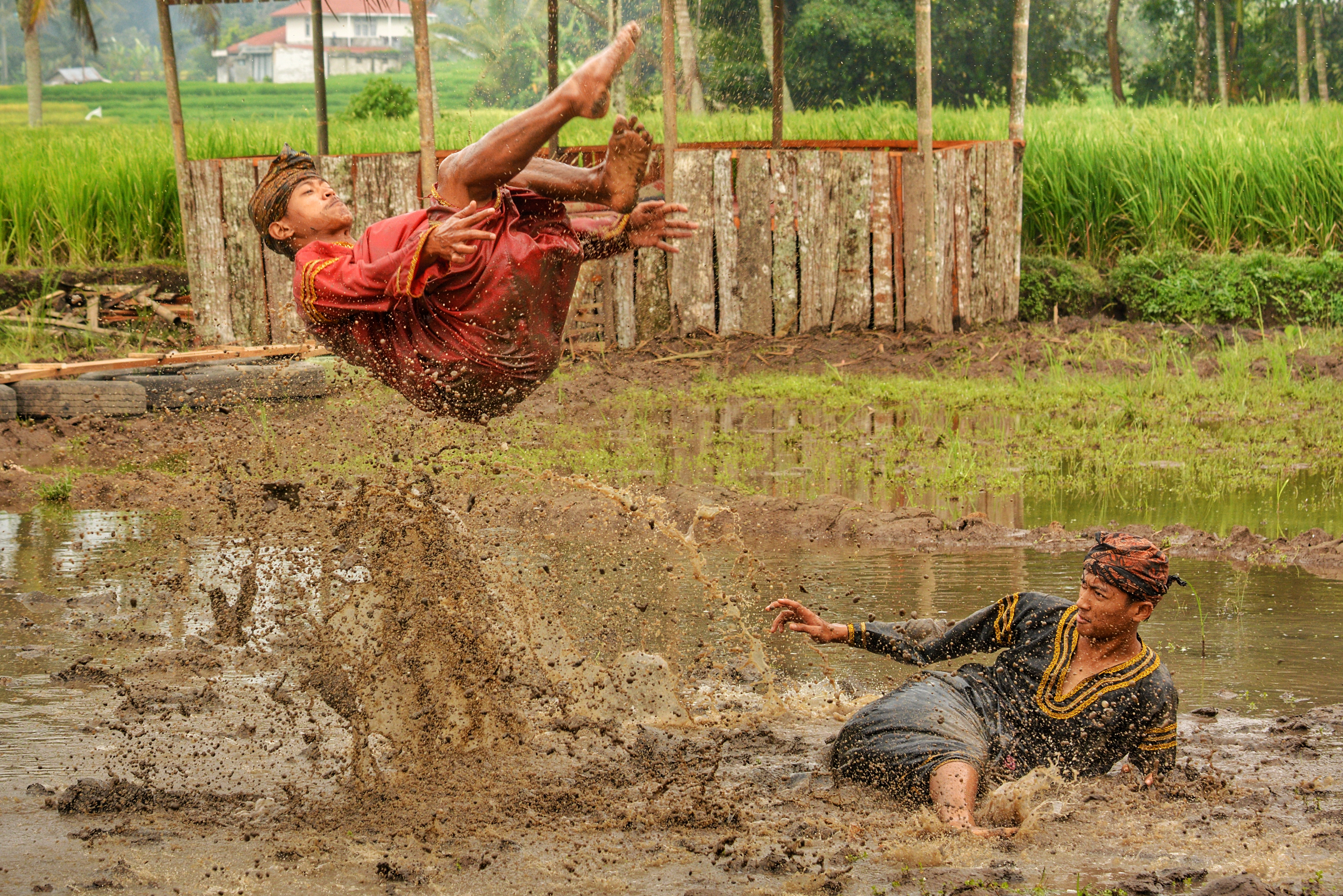
진흙 속에서 무술을 하는 사람들

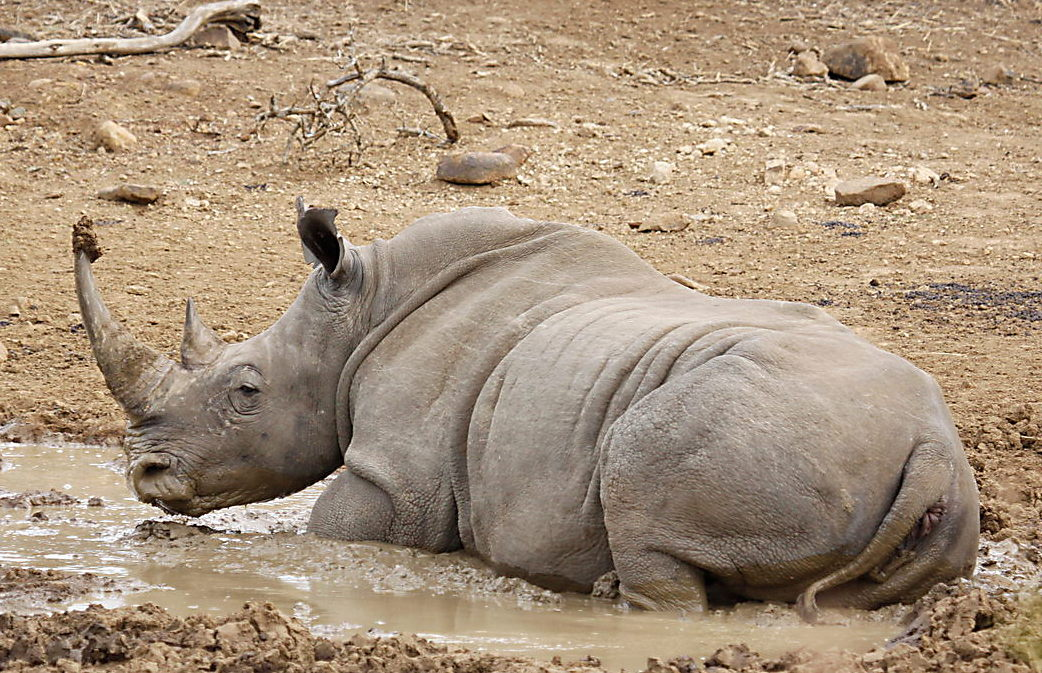
뒹굴고 있는 코뿔소

### 진흙 목욕
진흙 목욕은 온천수가 화산재와 결합할 수 있는 지역의 진흙으로 하는 목욕이다. 진흙 목욕은 수천 년 동안 존재해 왔으며, 현재는 고급 스파에서 찾아볼 수 있다.

### 진흙 구덩이
진흙 구덩이는 어린이들에게 흔한 오락거리이다. 진흙 구덩이는 어떤 모양, 크기, 깊이든 될 수 있으며 물과 진흙이 함께 있을 수도 있다. 일반적으로, 구덩이는 땅의 얕은 부분에 홍수가 나 흙으로 가득 차 있었고, 이 두 가지가 섞여서 푹신한 진흙 구덩이를 만든다.

### 진흙 스포츠
진흙 스포츠는 진흙 속에서 진행되거나 진흙을 많이 활용하는 스포츠이다. 예시는 다음과 같다.
- 머드 버깅: 캐나다와 미국에서 인기 있는 험지주파 모터스포츠로, 차량을 진흙 구덩이나 일정 길이의 트랙을 통과시키는 것이 목표이다.
- 머드 런: 참가자들이 진흙 구덩이와 기타 장애물을 통과하며 달리고 기어가는 스포츠이다.
- 더트 바이킹: 진흙투성이 트랙과 코스를 통과하는 자전거 타기이다.
- 머드 레슬링: 진흙 속에서 진행되는 레슬링의 한 형태이다.

### 기타 용도
- 진흙은 던크 탱크에 사용될 수 있다.
- 야구 문지르는 진흙은 새 야구공의 광택을 제거하는 데 사용된다.
- 아이들은 종종 진흙 파이를 만들거나, 서로에게 진흙을 던지거나, 맨발로 놀면서 맨 발을 진흙으로 덮고 발가락 사이로 진흙을 뭉개는 것을 좋아한다.
- 진흙은 모기 퇴치제로 피부에 바를 수 있다.
- 많은 동물들이 몸을 식히기 위해 진흙 속에 몸을 덮는다(뒹굴기).

## 같이 보기
- 퇴적물 - 자갈, 모래, 진흙(셰일, 점토)
- 이암
- 이탄
- 오니
- 서스펜션 - 콜로이드